# 救贖主教堂 (多倫多)
救贖主教堂（英語：Church of the Redeemer）是位于加拿大安大略省多伦多的一座聖公宗教堂，也是一個哥德復興式建築。这座教堂位于布魯亞街和阿梵奴道的交加处，周邊建築有皇家安大略博物館。救贖主教堂建成於1871年，而現今的教堂建築於1879年6月15日對外开放。